# Atletica leggera ai Giochi della XVII Olimpiade - 400 metri piani

Video della Finale (filmato a colori; commento in inglese)

L'arrivo della finale. Da sinistra: Manfred Kinder, Milkha Singh, Malcolm Spence, Otis Davis, Earl Young e Carl Kaufmann

La competizione dei 400 metri piani maschili di atletica leggera ai Giochi della XVII Olimpiade si è disputata nei giorni dal 3 al 6 settembre 1960 allo Stadio Olimpico di Roma.

## L'eccellenza mondiale
| Campione olimpico 1956   | 46"7      | Charlie Jenkins | Ritirato 1958 |
| Primatista mondiale      | 45"2 1956 | Louis Jones     | Ritirato 1956 |
| Campione europeo 1958    | 46"3      | John Wrighton   | Ritirato 1958 |
| Vincitore dei Trials USA | 46"3      | Jack Yerman     | Presente      |

## La gara
Otis Davis è una spanna sopra gli altri: eguaglia il record olimpico (45"9) già in batteria e lo migliora in semifinale: 45"5. L'unico che lo può impensierire è il tedesco Carl Kaufmann (primatista europeo con 45"4), che vince la seconda semifinale in 45"7, serie in cui il vincitore dei Trials, Jack Yerman, arriva ultimo e viene eliminato.
Davis e Kaufmann ingaggiano un duello memorabile. Allo sparo lo statunitense parte come un duecentista, Kaufmann non lo segue decidendo di ripartire meglio lo sforzo. All'ingresso del rettilineo finale Davis ha sei metri di vantaggio, ma ha le pile scariche, mentre il tedesco si produce in una poderosa rimonta. I due giungono praticamente appaiati sul filo di lana, entrambi sono andati sotto il limite mondiale. Sarà la giuria, consultando il fotofinish, ad attribuire la vittoria a Davis per un centesimo di secondo.
I due finalisti si rincontreranno nella staffetta 4 x 400, dove saranno di nuovo protagonisti.

## Risultati

### Turni eliminatori
| 9 Batterie         | 3 settembre | 54 iscritti    | Si qualificano i primi 3. |
| 4 Quarti di finale | 3 settembre | 27 concorrenti | Si qualificano i primi 3. |
| 2 Semifinali       | 5 settembre | 6 + 6          | Si qualificano i primi 3. |
| Finale             | 6 settembre | 6 concorrenti  |                           |

### Batterie
| Pos. | Atleta            | Nazione        | Tempo Ufficiale | Tempo Ufficioso |
| ---- | ----------------- | -------------- | --------------- | --------------- |
| 1    | Manfred Kinder    | Germania       | 46"7            | 46"84           |
| 2    | Edgar Brian Davis | Sudafrica      | 47"2            | 47"31           |
| 3    | Malcolm Yardley   | Gran Bretagna  | 47"3            | 47"38           |
| 4    | Josef Trousil     | Cecoslovacchia | 47"4            | 47"53           |
| 5    | John Asare-Antwi  | Ghana          | 47"7            | 47"81           |
| 6    | Kimitada Hayase   | Giappone       | 49"1            | 49"13           |
| 7    | Habib Sayed       | Afghanistan    | 53"8            | 53"91           |

| Pos. | Atleta             | Nazione          | Tempo Ufficiale | Tempo Ufficioso |
| ---- | ------------------ | ---------------- | --------------- | --------------- |
| 1    | Alf Petersson      | Svezia           | 48"3            | 48"44           |
| 2    | Robbie Brightwell  | Gran Bretagna    | 48"4            | 48"58           |
| 3    | Konstantin Grachov | Unione Sovietica | 49"3            | 49"44           |
| 4    | Felix Heuertz      | Lussemburgo      | 50"2            | 50"34           |

| Pos. | Atleta                 | Nazione       | Tempo Ufficiale | Tempo Ufficioso |
| ---- | ---------------------- | ------------- | --------------- | --------------- |
| 1    | Carl Kaufmann          | Germania      | 47"3            | 47"42           |
| 2    | Barry Robinson         | Nuova Zelanda | 47"6            | 47"70           |
| 3    | Lodewijk De Clerck     | Belgio        | 47"9            | 48"00           |
| 4    | Anubes Ferraz da Silva | Brasile       | 48"0            | 48"10           |
| 5    | Csaba Csutorás         | Ungheria      | 48"2            | 48"31           |
| 6    | Hugh Bullard           | Bahamas       | 51"1            | 51"20           |

| Pos. | Atleta            | Nazione   | Tempo Ufficiale | Tempo Ufficioso |
| ---- | ----------------- | --------- | --------------- | --------------- |
| 1    | Malcolm Spence    | Sudafrica | 46"7            | 46"79           |
| 2    | Kevan Gosper      | Australia | 47"1            | 47"20           |
| 3    | Terry Tobacco     | Canada    | 47"4            | 48"52           |
| 4    | Gadi Ado          | Uganda    | 49"0            | 49"12           |
| 5    | Marcel Lambrechts | Belgio    | 49"5            | 49"66           |
| 6    | Jorge Terán       | Messico   | 49"6            | 49"75           |
| 7    | Brahim Karabi     | Tunisia   | 52"0            | 52"12           |

| Pos. | Atleta             | Nazione           | Tempo Ufficiale | Tempo Ufficioso |
| ---- | ------------------ | ----------------- | --------------- | --------------- |
| 1    | German Guenard     | Porto Rico        | 47"3            | 47"39           |
| 2    | Jerzy Kowalski     | Polonia           | 48"3            | 48"49           |
| 3    | Giuseppe Bommarito | Italia            | 48"6            | 48"79           |
| 4    | Li Po-Ting         | Taiwan            | 49"5            | 49"69           |
| 5    | Clayton Glasgow    | Guyana britannica | 50"7            | 50"84           |
| 6    | George Hyũ Johnson | Liberia           | 51"4            | 51"54           |

| Pos. | Atleta                   | Nazione     | Tempo Ufficiale | Tempo Ufficioso |
| ---- | ------------------------ | ----------- | --------------- | --------------- |
| 1    | Jack Yerman              | Stati Uniti | 47"2            | 47"37           |
| 2    | Milkha Singh             | India       | 47"6            | 47"72           |
| 3    | Stanisław Swatowski      | Polonia     | 48"1            | 48"23           |
| 4    | Manikavasagam Jegathesan | Malesia     | 48"4            | 48"56           |
| 5    | Iván Rodríguez           | Porto Rico  | 49"6            | 49"74           |
| 6    | Claro Pellosis           | Filippine   | 51"4            | 51"51           |

| Pos. | Atleta            | Nazione           | Tempo Ufficiale | Tempo Ufficioso |
| ---- | ----------------- | ----------------- | --------------- | --------------- |
| 1    | Mal Spence        | Indie Occidentali | 47"6            | 47"77           |
| 2    | Earl Young        | Stati Uniti       | 47"6            | 47"79           |
| 3    | Bartonjo Rotich   | Kenya             | 47"7            | 47"89           |
| 4    | Zdeněk Váňa       | Cecoslovacchia    | 48"3            | 48"48           |
| 5    | Vasilios Sillis   | Grecia            | 48"4            | 48"56           |
| 6    | Manut Bumrungphuk | Thailandia        | 49"6            | 49"85           |

| Pos. | Atleta                | Nazione   | Tempo Ufficiale | Tempo Ufficioso |
| ---- | --------------------- | --------- | --------------- | --------------- |
| 1    | Abdul Karim Amu       | Nigeria   | 46"8            | 46"93           |
| 2    | Gordon Day            | Sudafrica | 47"1            | 47"22           |
| 3    | Hans-Joachim Reske    | Germania  | 47"2            | 47"38           |
| 4    | Voitto Hellstén       | Finlandia | 48"4            | 48"52           |
| 5    | Jassim Karim Kuraishi | Iraq      | 49"2            | 49"35           |
| 6    | Fahir Özgüden         | Turchia   | 50"7            | 50"87           |

| Pos. | Atleta            | Nazione           | Tempo Ufficiale | Tempo Ufficioso |
| ---- | ----------------- | ----------------- | --------------- | --------------- |
| 1    | Otis Davis        | Stati Uniti       | 46"8            | 46"91           |
| 2    | James Wedderburn  | Indie Occidentali | 47"4            | 47"56           |
| 3    | John Wrighton     | Gran Bretagna     | 47"4            | 47"60           |
| 4    | René Weber        | Svizzera          | 47"6            | 47"73           |
| 5    | Moussa Said       | Etiopia           | 48"2            | 48"30           |
| 6    | Amos Grodzinowsky | Israele           | 48"9            | 49"03           |

### Quarti di finale
| Pos. | Atleta            | Nazione           | Tempo Ufficiale | Tempo Ufficioso |
| ---- | ----------------- | ----------------- | --------------- | --------------- |
| 1    | Carl Kaufmann     | Germania          | 46"5            | 46"67           |
| 2    | Milkha Singh      | India             | 46"5            | 46"71           |
| 3    | Mal Spence        | Indie Occidentali | 46"9            | 47"00           |
| 4    | Terry Tobacco     | Canada            | 47"5            | 47"61           |
| 5    | Edgar Brian Davis | Sudafrica         | 48"0            | 48"18           |
| 6    | Malcolm Yardley   | Gran Bretagna     | 48"8            | 48"93           |

| Pos. | Atleta           | Nazione           | Tempo Ufficiale | Tempo Ufficioso |
| ---- | ---------------- | ----------------- | --------------- | --------------- |
| 1    | Jack Yerman      | Stati Uniti       | 46"4            | 46"54           |
| 2    | Kevan Gosper     | Australia         | 46"5            | 46"64           |
| 3    | Manfred Kinder   | Germania          | 46"7            | 46"82           |
| 4    | James Wedderburn | Indie Occidentali | 47"0            | 47"22           |
| 5    | German Guenard   | Porto Rico        | 47"2            | 47"39           |
| 6    | John Wrighton    | Gran Bretagna     | 48"0            | 48"09           |
| -    | Alf Petersson    | Svezia            | NP              | NP              |

| Pos. | Atleta              | Nazione          | Tempo Ufficiale | Tempo Ufficioso |
| ---- | ------------------- | ---------------- | --------------- | --------------- |
| 1    | Earl Young          | Stati Uniti      | 46"1            | 46"25           |
| 2    | Robbie Brightwell   | Gran Bretagna    | 46"2            | 46"31           |
| 3    | Gordon Day          | Sudafrica        | 46"3            | 46"47           |
| 4    | Hans-Joachim Reske  | Germania         | 47"3            | 47"43           |
| 5    | Stanisław Swatowski | Polonia          | 47"4            | 47"56           |
| 6    | Konstantin Grachov  | Unione Sovietica | 47"6            | 47"78           |
| 7    | Bartonjo Rotich     | Kenya            | 47"8            | 47"97           |

| Pos. | Atleta             | Nazione       | Tempo Ufficiale | Tempo Ufficioso |
| ---- | ------------------ | ------------- | --------------- | --------------- |
| 1    | Otis Davis         | Stati Uniti   | 45"9            | 46"02           |
| 2    | Malcolm Spence     | Sudafrica     | 46"1            | 46"21           |
| 3    | Abdul Karim Amu    | Nigeria       | 46"6            | 46"76           |
| 4    | Jerzy Kowalski     | Polonia       | 46"7            | 46"82           |
| 5    | Giuseppe Bommarito | Italia        | 47"5            | 47"71           |
| 6    | Barry Robinson     | Nuova Zelanda | 48"3            | 48"44           |
| 7    | Lodewijk De Clerck | Belgio        | 48"4            | 48"51           |

### Semifinali
| Pos. | Atleta            | Nazione       | Tempo Ufficiale | Tempo Ufficioso |
| ---- | ----------------- | ------------- | --------------- | --------------- |
| 1    | Otis Davis        | Stati Uniti   | 45"5            | 45"62           |
| 2    | Milkha Singh      | India         | 45"9            | 46"08           |
| 3    | Manfred Kinder    | Germania      | 46"0            | 46"13           |
| 4    | Robbie Brightwell | Gran Bretagna | 46"1            | 46"25           |
| 5    | Gordon Day        | Sudafrica     | 46"7            | 46"84           |
| 6    | Kevan Gosper      | Australia     | 47"1            | 47"28           |

| Pos. | Atleta          | Nazione           | Tempo Ufficiale | Tempo Ufficioso |
| ---- | --------------- | ----------------- | --------------- | --------------- |
| 1    | Carl Kaufmann   | Germania          | 45"7            | 45"88           |
| 2    | Malcolm Spence  | Sudafrica         | 45"8            | 46"01           |
| 3    | Earl Young      | Stati Uniti       | 46"1            | 46"29           |
| 4    | Abdul Karim Amu | Nigeria           | 46"6            | 46"74           |
| 5    | Mal Spence      | Indie Occidentali | 46"8            | 46"99           |
| 6    | Jack Yerman     | Stati Uniti       | 48"9            | 48"96           |

### Finale

L'arrivo al fotofinish fra Otis Davis e Carl Kaufmann

| Pos.    | Corsia | Atleta         | Età | Nazione     | Tempo Ufficiale | Tempo Ufficioso |
| ------- | ------ | -------------- | --- | ----------- | --------------- | --------------- |
| Oro     | 3      | Otis Davis     | 28  | Stati Uniti | 44"9            | 45"07           |
| Argento | 1      | Carl Kaufmann  | 24  | Germania    | 44"9            | 45"08           |
| Bronzo  | 4      | Malcolm Spence | 22  | Sudafrica   | 45"5            | 45"60           |
| 4       | 5      | Milkha Singh   | 24  | India       | 45"6            | 45"73           |
| 5       | 6      | Manfred Kinder | 22  | Germania    | 45"9            | 46"04           |
| 6       | 2      | Earl Young     | 19  | Stati Uniti | 45"9            | 46"07           |